# 2486 Metsähovi
2486 Metsähovi este un asteroid din centura principală, descoperit pe 22 martie 1939, de Yrjö Väisälä.